# Smolensker Tümmler
Der Smolensker Tümmler gehört zur großen Gruppe der Russischen Tümmlertauben, den vorwiegend in Russland herausgebildeten Rassen der Tümmler und Hochflieger. Ursprünglich waren die Smolensker Tümmler temperamentvolle Flugtauben aus der zentralrussischen Stadt Smolensk. Heute sind sie jedoch ausgesprochene Ausstellungstauben und kommen in allen Farbvarianten vor. Weit verbreitet sind Gelbe und Goldgelbe. 
Smolensker sind mittelgroße Tauben mit leicht würfelförmigem Kopf, steiler und breiter Stirn. Die meisten Tauben tragen eine tiefangesetzte, breite und lückenlose Haube, die glattköpfigen wurden früher hauptsächlich zum Flug eingesetzt und sind heute selten. Die großen Augen sind perlfarbig, die Augenränder breit, zart und hellgelb. Der Schnabel ist etwas nach unten gerichtet, hell, kurz und dick. Die kleine Warze am Schnabel wird mit dem Alter der Tauben größer. Ihr Hals ist kurz und dick. Die Flügel sind lang und werden leicht hängend gehalten oder liegen neben dem Schwanz. Die kurzen Läufe der Tauben sind immer glattfüßig (= ohne Federn).  